# Касс (округ, Айова)
Касс (англ. Cass County) — округ в США, штате Айова. На 2000 год численность населения составляла 14 684 человек. По оценке бюро переписи населения США в 2009 году население округа составляло 13 758 человек. Окружным центром является город Атлантик.

## История
Округ Касс был сформирован 15 января 1851 года.

## География
Согласно данным Бюро переписи населения США площадь округа Касс составляет 1461 км².

### Основные шоссе
- Федеральная автострада 80
- Шоссе 6
- Шоссе 71
- Автострада 48
- Автострада 83
- Автострада 92
- Автострада 148
- Автострада 173

### Соседние округа
- Одубон  (север)
- Адэр  (восток)
- Адамс  (юго-восток)
- Монтгомери  (юго-запад)
- Поттавоттами  (запад)
- Шелби  (северо-запад)

## Демография
По данным переписи населения 2000 года в округе проживало 14 684 жителей. Среди них 22,7 % составляли дети до 18 лет, 21,1 % люди возрастом более 65 лет. 50,7 % населения составляли женщины.
Национальный состав был следующим: 98,6 % белых, 0,3 % афроамериканцев, 0,2 % представителей коренных народов, 0,3 % азиатов, 1,6 % латиноамериканцев. 0,6 % населения являлись представителями двух или более рас.
Средний доход на душу населения в округе составлял $17067. 13,9 % населения имело доход ниже прожиточного минимума. Средний доход на домохозяйство составлял $40716.
Также 85,9 % взрослого населения имело законченное среднее образование, а 16,6 % имело высшее образование.